# Empis flavicans
Empis flavicans är en tvåvingeart som beskrevs av Olivier 1791. Empis flavicans ingår i släktet Empis och familjen dansflugor.
Artens utbredningsområde är Frankrike. Inga underarter finns listade i Catalogue of Life.